# Rosenhorn
Il Rosenhorn (3.689 m s.l.m.) è una montagna delle Alpi Bernesi che si trova nel Canton Berna (Svizzera).

## Caratteristiche
La montagna fa parte del massiccio del Wetterhorn. Si trova a sud-est del più alto Mittelhorn.